# Damian Denis Dallu
Damian Dalu (Kiponzelo, Tanzânia, 26 de abril de 1955) é um ministro tanzaniano e arcebispo católico romano de Songea.
Em 15 de novembro de 1984, Damian Dalu recebeu o Sacramento da Ordem para a Diocese de Geita.
Em 6 de maio de 2000, o Papa João Paulo II o nomeou Bispo de Geita. O Arcebispo de Dar es Salaam, Cardeal Policarpo Pengo, o consagrou em 30 de julho do mesmo ano; Co-consagradores foram o Bispo de Iringa, Tarcisius Ngalalekumtwa, e o Bispo de Shinyanga, Aloysius Balina.
O Papa Francisco o nomeou arcebispo de Songea em 14 de março de 2014. A posse ocorreu em 18 de maio do mesmo ano.